# マウリッツ・エッシャー
マウリッツ・エッシャー（オランダ語: Maurits Escher、またはM. C. Escher、本名：マウリッツ・コルネリス・エッシャー（オランダ語: Maurits Cornelis Escher）、 IPA（国際音声記号）：[ˈmʌurɪt͡s kɔrˈneːlɪs ˈɛʃər]、1898年6月17日 - 1972年3月27日）は、木版画、リトグラフ、メゾティントなどの版画制作でよく知られる、オランダ人画家（版画家）である。
建築不可能な構造物や、無限を有限のなかに閉じ込めたもの、平面を次々と変化するパターンで埋め尽くしたものなど、非常に独創的な作品を作り上げた。その作品のバリエーションは、トロンプ・ルイユ（だまし絵）のような錯視を利用したものから、数学的・工学的なアプローチを使ったものまで幅広い。

## 生い立ち

### 少年期
1898年6月17日、Maurits（オランダ語音写：マウリッツ、英語音写：モーリッツ）少年は、オランダ北部にあるフリースラント州の州都レーワルデンにて、お雇い外国人として来日したこともある土木工学者（水利技術者）の父 George Arnold Escher（オランダ語音写：ジョージ・アルノルト・エシャ/エシャル/エスヘル/エッセル、英語音写：ジョージ・アーノルド・エッシャー）と、その2番目の妻 Sara Adriana Gleichman（オランダ語音写：サラ・アドリアナ・ライヒマン、英語音写：サラ・アドリアナ・グレイフマン）の間に、5人兄弟の末っ子として生まれる。父親が55歳の時の子であった。
1903年、マウリッツが4～5歳の時、一家はオランダ南部の都市アルンヘムへ転居する。マウリッツは、物心が付いてから13歳ごろまでの間、土木技術について学び、ピアノのレッスンも受けていた。
1912年から1918年まで中等学校に通う。このころから絵は非常に巧かったが、学業成績は芳しくなく、留年して2年生を2回やることになった。数学の素養に溢れる家系に生まれながらも、マウリッツは例外的に、苦手、あるいは、少なくとも数学嫌いであった。両親はマウリッツが建築家になることを望んでおり、父のコネでデルフト工科大学に裏口入学するも、最初の学年を修了することができなかった。1919年9月、ハールレムにある新古典主義建築物ヴィラ・ウェルゲレゲン内に当時あった建築装飾美術学校 (Haarlem School of Architecture and Decorative Arts) の建築学科に入学し直して学み始めるが、入学から1週間も経たない頃、グラフィックアートの教師であるサミュエル・メスキータに自身の作品を見せたところ、美術の才能を見出され、グラフィックアート学科への転籍を勧められる。父親は息子が美術だけでは食べていけないのではないかとの懸念を抱いたが、最後には、マウリッツが美術の世界へ進路を変えることを承諾した。
グラフィックアート学科へ転籍したマウリッツは、絵画と木版画の経験を積み、1922年に卒業した。画家の道を拓いてくれた恩師サミュエル・メスキータとの付き合いはそれ以来長く続き、サミュエルの親子3人（本人、妻エリーザベト、一人息子ヤープ）がナチス・ドイツによって逮捕・連行されると、マウリッツはサミュエル親子の家へ行き、ナチスに接収されないよう数枚の作品を掻き集めて隠した。1944年、サミュエル夫婦はアウシュヴィッツ強制収容所へ、息子ヤープはテレージエンシュタットの強制収容所へ送致され、3人とも殺害されたが、マウリッツは命懸けで守り抜いた作品たちを生涯大切にした。

### 船旅とアルハンブラ宮殿

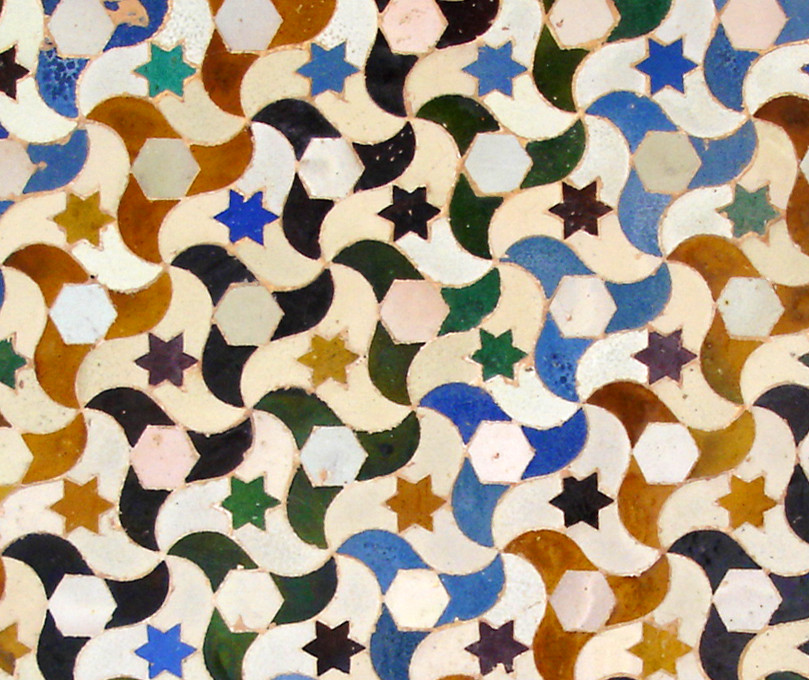
アルハンブラ宮殿のムーア人のモザイク模様

1924年には、旅行先のイタリアで出逢った女性 Jetta Umiker（イタリア語音写例：イェッタ・ウミカー、英語音写例：ジェッタ・ユーマイカー｜1897年12月26日 - 1969年) と結婚し、1926年には長男ジョージが生まれ、ローマに移り住んだ。1930年には風景画の最高傑作といわれる『カストロバルバ』を制作している。しかし、1935年に長男がイタリア少年国粋党の制服着用を義務づけられたことと、次男アーサーに結核の兆候が見つかったことから、一家はスイスに移り住んだ。
エッシャーはスイスの雪景色を好まず、雪景色に関する版画を一枚しか作成していないが、新しい環境は自分の内面を見つめなおす良い機会になった。単調な風景の中でエッシャーは次第に南の海に憬れるようになり、自分でスペイン南部にいたる船旅を計画、乗船代金のかわりに旅の途中に作製する版画を受け取ってくれないか、と船会社に提案した。当時はまだ全くの無名で、船会社がこの申し入れを聞き入れたのは幸運であった。このとき船賃として制作された48枚の版画には、『幻窓』『マルセイユ』『貨物船』などが含まれていた。旅行中スペインのグラナダのアルハンブラ宮殿で、ムーア人のモザイク模様を見て深い感銘を受ける。
この旅行のあと、後年の作品に多く見られることになる繰り返し模様の作品に挑戦しはじめた。ライオンに似た動物やこうもりで埋め尽くされた織物を作製して展覧会を開いたが、不成功に終わり、繰り返し模様の作品製作を断念する。精巧な版画家で知られるエッシャーも、始めは不恰好な動物しか作成が出来なかった。

### モザイク模様の研究

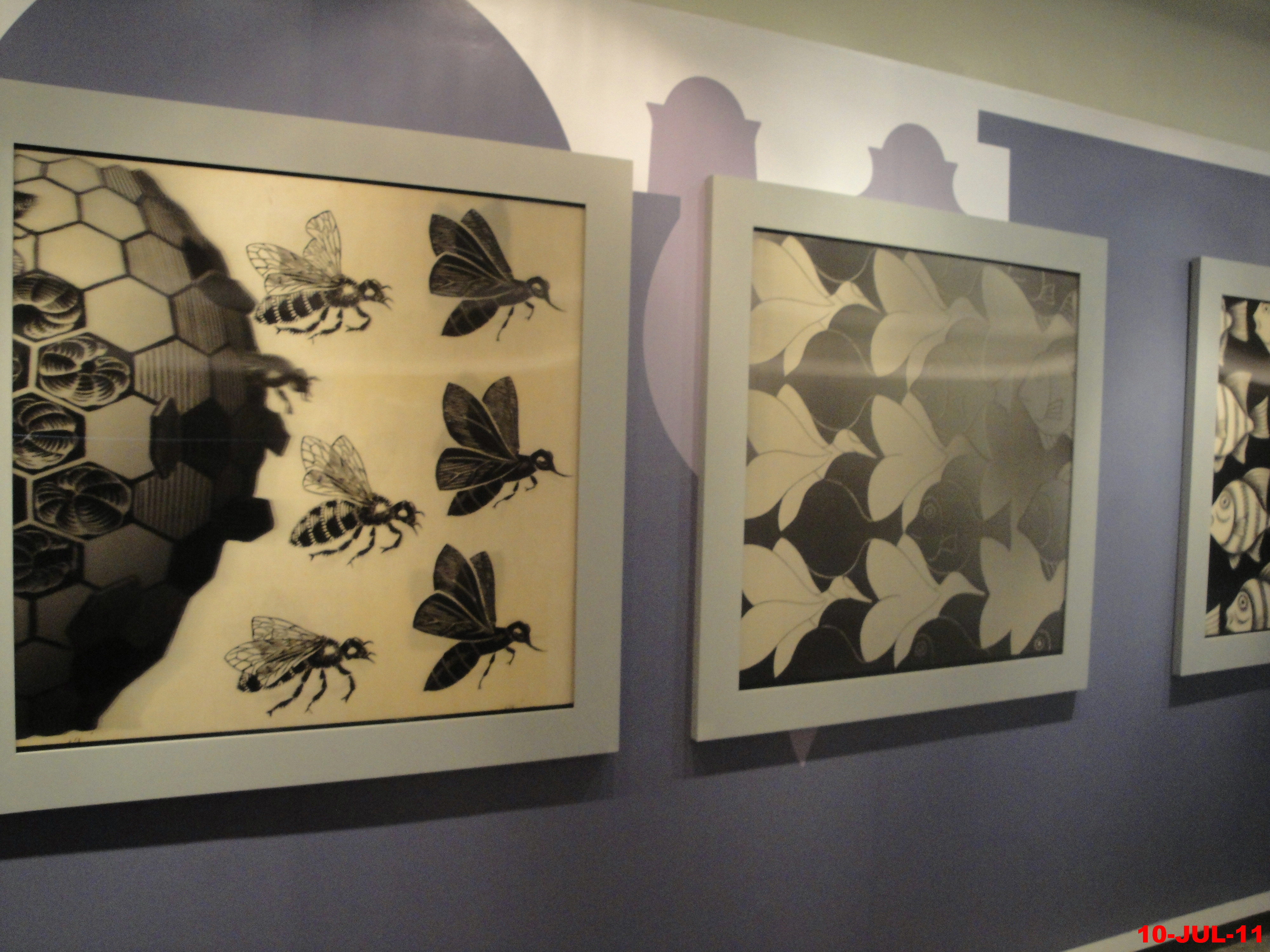
展覧会「エッシャーの魔法の世界」展より、ブラジル銀行文化センターにて、2011年

1937年にはベルギーに移り、1934年5月13日に2回目のアルハンブラ宮殿訪問を果たした。妻と共に宮殿の洗練された模様の膨大なスケッチをとり、ホテルで彩色している。旅行後は結晶学者であった兄のB.G.エッシャーから『結晶学時報』を読んでみるように勧められた。『結晶学時報』には繰り返し模様に関する論文が掲載されており、平面を同じ図形で埋める方法（平面充填）を研究した。特にジョージ・ポリアの論文には17種類にも及ぶ繰り返し模様の具体例が掲載されており、大きな刺激となった。1937年から平面の正則分割に関する「素人理論」に関するノートをまとめ始めた。1958年には愛好家に向けて『平面の正則分割』を発表、自分自身で纏め上げた理論を分かりやすく説明している。

### エッシャー的世界の展開

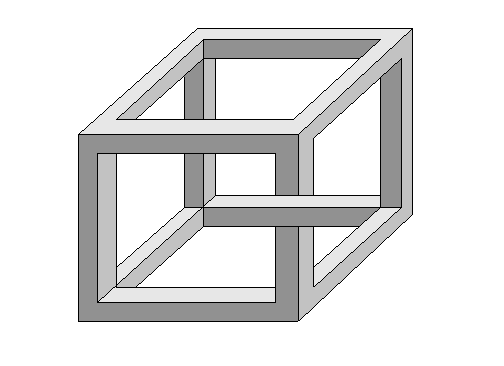
エッシャー的透視法で描かれた立方体。「ネッカーの立方体」を応用している。

エッシャー的透視法で描かれた滝。ペンローズの三角形を応用している。

上昇と下降の手法を用いた階段(→ペンローズの階段)

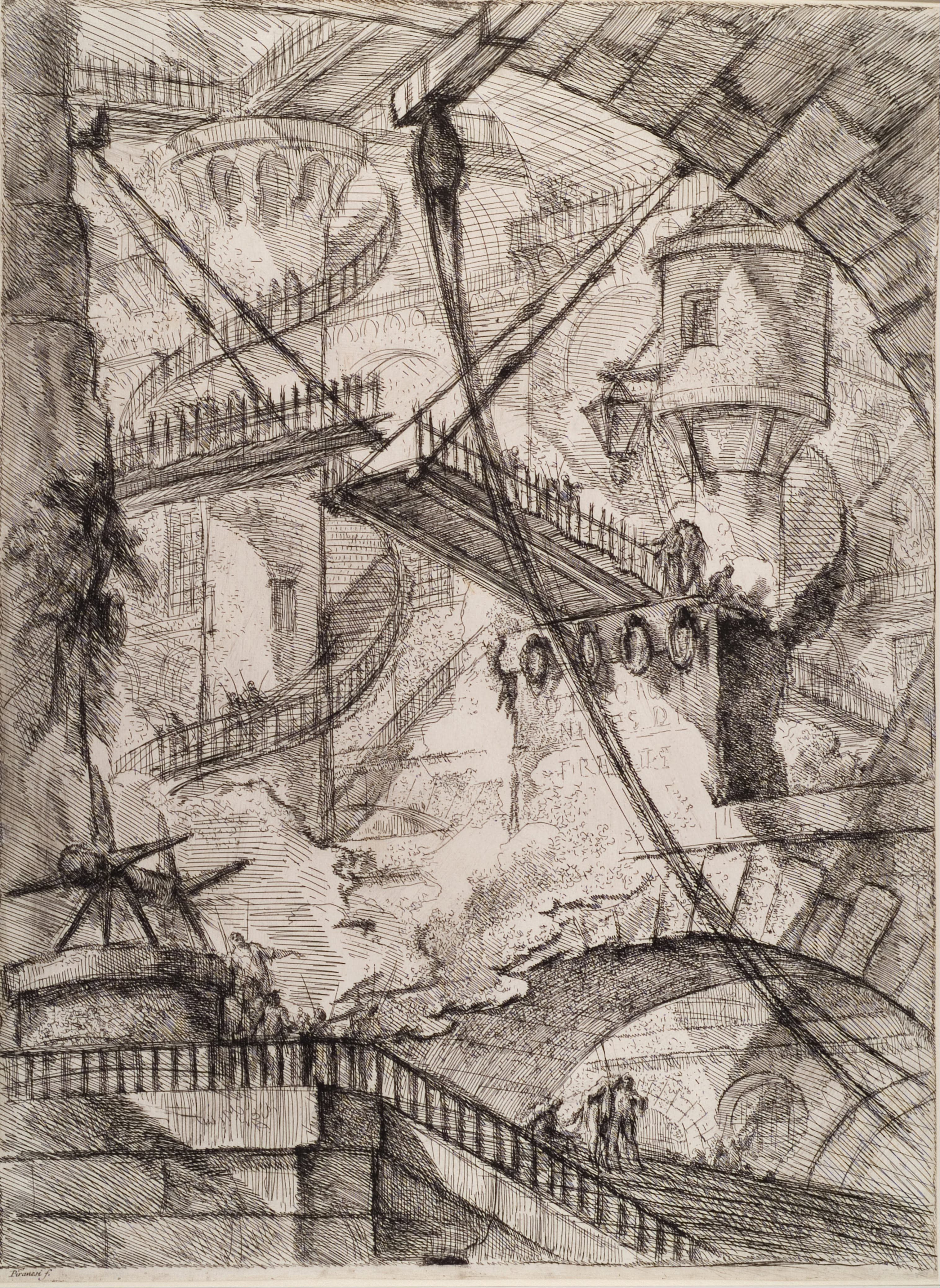
ジョヴァンニ・バッティスタ・ピラネージによる絵画
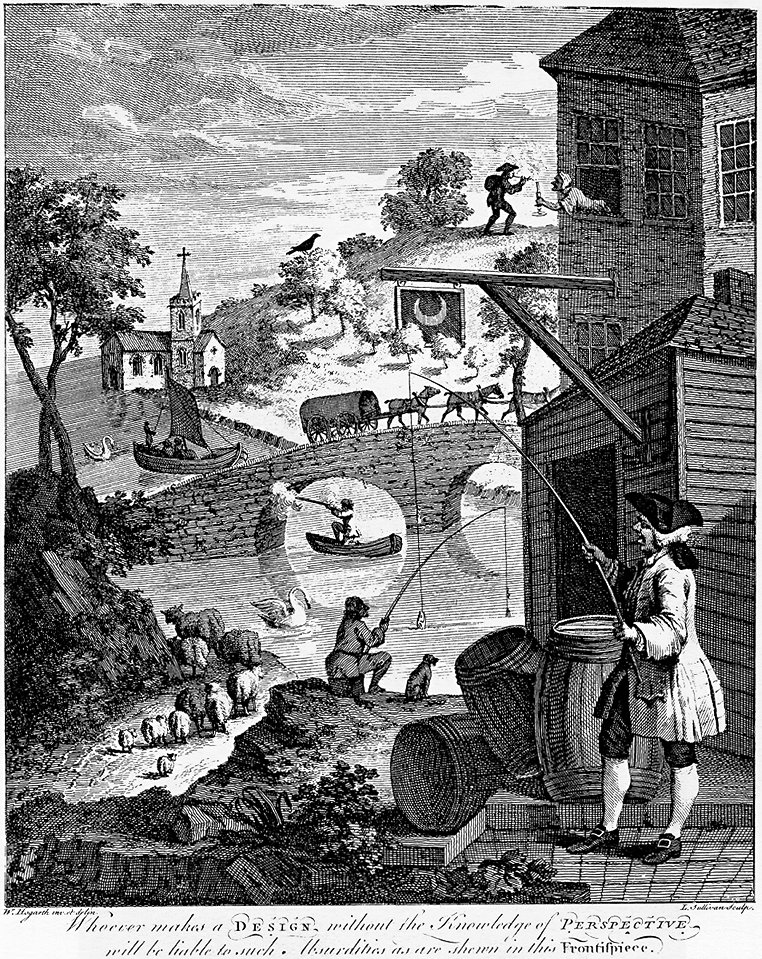
ウィリアム・ホガースの遠近法を用いた絵画
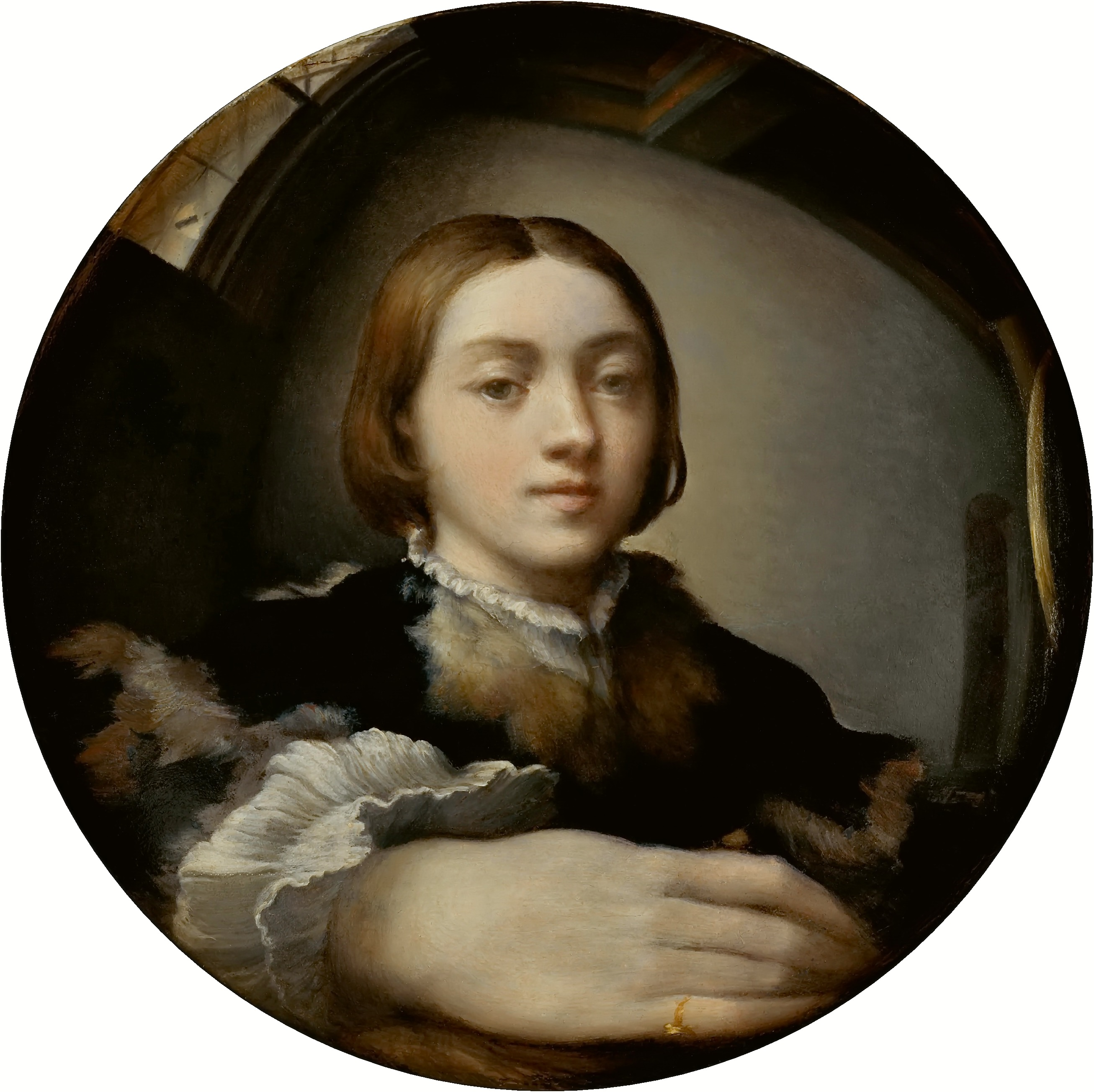
パルミジャニーノの『凸面鏡の自画像』、『反射する球を持つ手（英語版）』に影響を与えた。

アルハンブラ宮殿の再訪以来、作風は一変する。再度繰り返し模様の作品に挑戦しはじめたのである。数学的な趣向の強い、同じ時代のどんな種類の作家にも見られない特有な世界をつくりだす。ジグソーパズルのように平面を黒と白の模様で埋め尽くす手法を使い、『メタモルフォーシスI』『昼と夜』『循環』などを制作した。しかし、父親は彼の新しい作品を理解することなく1939年に亡くなる。1950年代に入るとアメリカの2つの雑誌に紹介され、急速にアメリカの若者の支持を得ていった。やがて多くの地質学者と交流を持つようになり、1955年にはヒルフェルスム文化賞を受賞している。現在良く知られている作品『凸面と凹面』(1955年)『物見の塔』(1958年)『円の極限IV』(1960年)『上昇と下降』(1960年)『滝』(1961年)などがこの時期次々と生み出された。
このように幾何学的趣向の強い作品を数多く作成するようになったエッシャーであったが、風景画も作品の中心を占めており、『水たまり』(1952年)『三つの世界』(1955年)などが制作された。だが、これらの風景画にも光の反射や水面の波紋など、物理的要素や幾何学的要素が多く含まれている。
ただ、エッシャー自身は受け入れられた事から距離を置いて見ていた。エッシャーの作品を麻薬を吸いながら絵を眺めるような若者もいた。また、作中の植物が大麻ではないかと疑われたことすらあるが、何の関係もなかった。1950年にオランダ紙幣のデザインに取り組んだが、その紙幣は発行されていない。

### 晩年
1960年代後半からは次第に健康を損なっていく。1960年、アメリカ講演後、1962年に再び講義の依頼が来たが、急病で実現しなかった。1964年にもう一度講演を行うためアメリカに向かったが、カナダに到着して直ぐにトロントで入院し、手術を受けた。講演は地質学者になった次男が全て断ってまわった。以降は病院で手術を繰り返し、10回も癌の手術を受ける。1968年には妻が別れを告げてスイスに戻ってしまう。
創作意欲は衰えていなかったが、新しい作品を生み出すことはできず、1969年、遺作となる『蛇』を制作。エッシャーは最後の作品には蛇を描こうと予め決めていたという。この作品は平面の正則分割による無限の追求が盛り込まれている。1970年にはオランダのユトレヒト州バールンにある芸術家のための養老院に入り、生涯最後の2年間を送った。1972年3月27日、73歳で亡くなるが、死後数枚の草稿が発見された。

### 墓所
エッシャーの遺体は、死没地となったバールンにある「バールン新墓地 (nl:Nieuwe algemene begraafplaats Baarn；ニーウ・アルヘメーネ・ベフラーフプラーツ・バールン) 」に埋葬された。

## 主な業績と作品
エッシャーの主な作品は二つの手がお互いの手を書いている 『描く手』、波うつ水面を境に魚と鳥のパターンが交錯する 『空と水I』、新しい遠近法のあり方を示した『階段の家』、実際には作ることができないループ状階段をのぼり続ける人と下に走り続ける人を描いた 『上昇と下降』などが有名である。
前期の作品はカストロバルバ風景画が中心である。
後期の作品は非常に数学、結晶学的な側面を持っている。大きく分類すると、
1. 平面の正則分割
2. 鏡面
3. 新しい遠近法
4. 不可能な図形
5. 多面体

に分類される。このうち 1.平面の正則分割 は数学的な構図として最も早い時期から現れ、後年にも無限の追求などの形で何度も現れてくるものである。2.鏡面 は数学的な作品の中で比較的に早い時期に作られたもので、『鏡と静物』（1934年）、『三つの世界』（1955年）、『反射する球を持つ手』（1935年）などが代表的である。これらは反射する鏡面や水面を通して異なる世界が一つの世界に表されている。
不可能な構造のなかにはペンローズの三角形やネッカーの立方体なども含まれている。作品の多くはタイリング（平面の正則分割、繰り返し模様）と呼ばれる平面を一定のパターンで覆うものである。
絵画の数学的な面は、在学中にも平面の正則分割や球面鏡に関する作品を製作している。また、エッシャー自身は自分の絵に何か寓意がこめられていると思われることを嫌っている。「自分は芸術は進歩するものではない、前の時代の画家が残してくれたものからスタートするものではない、作家が原点から出発して作品を作っていくのだと思っていた。」と語っている。
日本では長崎県佐世保市のテーマパークハウステンボスが、約180点にも及ぶ世界有数のコレクションを所有しているほか、彼の作品をモチーフにした3Dアトラクション「ミステリアスエッシャー」が存在したが、現在なくなっている。同テーマパーク内には「エッシャー通り」という通路も存在する。三重県立美術館にも3点の作品が所蔵されている。
「日本のエッシャー」の異名を持つグラフィックデザイナー福田繁雄は、『滝』などの不可能図形作品の立体化を行っている。数理工学者の杉原厚吉もエッシャー作品の立体化を行っている。安野光雅は、エッシャーの作品に魅了されて、不可能図形を導入した絵本『ふしぎなえ』でデビューした。
2002年、ベアトリックス女王の祖母で元オランダ王妃エンマ女王の宮殿であったライヘ・フォールハウト宮殿の中にエッシャー美術館が開館した。ここでは、エッシャーの著名な木版画などのアート作品の他に、彼のプライベート写真やビデオ作品の上映などが行われている。
2018年、その生涯と作品を追ったドキュメンタリー映画がロビン・ルッツ監督によりオランダで制作され、日本では『エッシャー 視覚の魔術師』の邦題で、2019年12月にアップリンク渋谷、アップリンク吉祥寺にて公開された。映画はエッシャー自身の日記や書簡、二人の息子へのインタビューを使い、時系列でエッシャーの人生を紐解く構成となっており、ハールレム・スクール・オブ・アーキテクチャー・アンド・デコラティブアーツ（Haarlem School of Architecture and Decorative Arts）での転機などが描かれている。

### 主な作品集
- M・C・エッシャー『無限を求めて　エッシャー、自作を語る』坂根厳夫訳、朝日新聞社〈朝日選書 502〉、1994年6月。ISBN 4-02-259602-3。
  - エッシャー自身が自作について語った資料で、内容は遠近法や繰り返し模様の説明にも及ぶ。
- J・L・ロッヘルほか編 編『M.C.エッシャー　その生涯と全作品集』坂根厳夫訳、メルヘン社、1995年12月。ISBN 4-943988-16-4。
  - エッシャーの図版が全てまとめてあり、エッシャーの詳細な生涯が分かる。
- ブルーノ・エルンスト『エッシャーの宇宙』坂根厳夫訳、朝日新聞社、1983年7月。ISBN 4-02-255088-0。
  - エッシャーの作品をまとめた一冊。エッシャーの友人の一人が書いている。

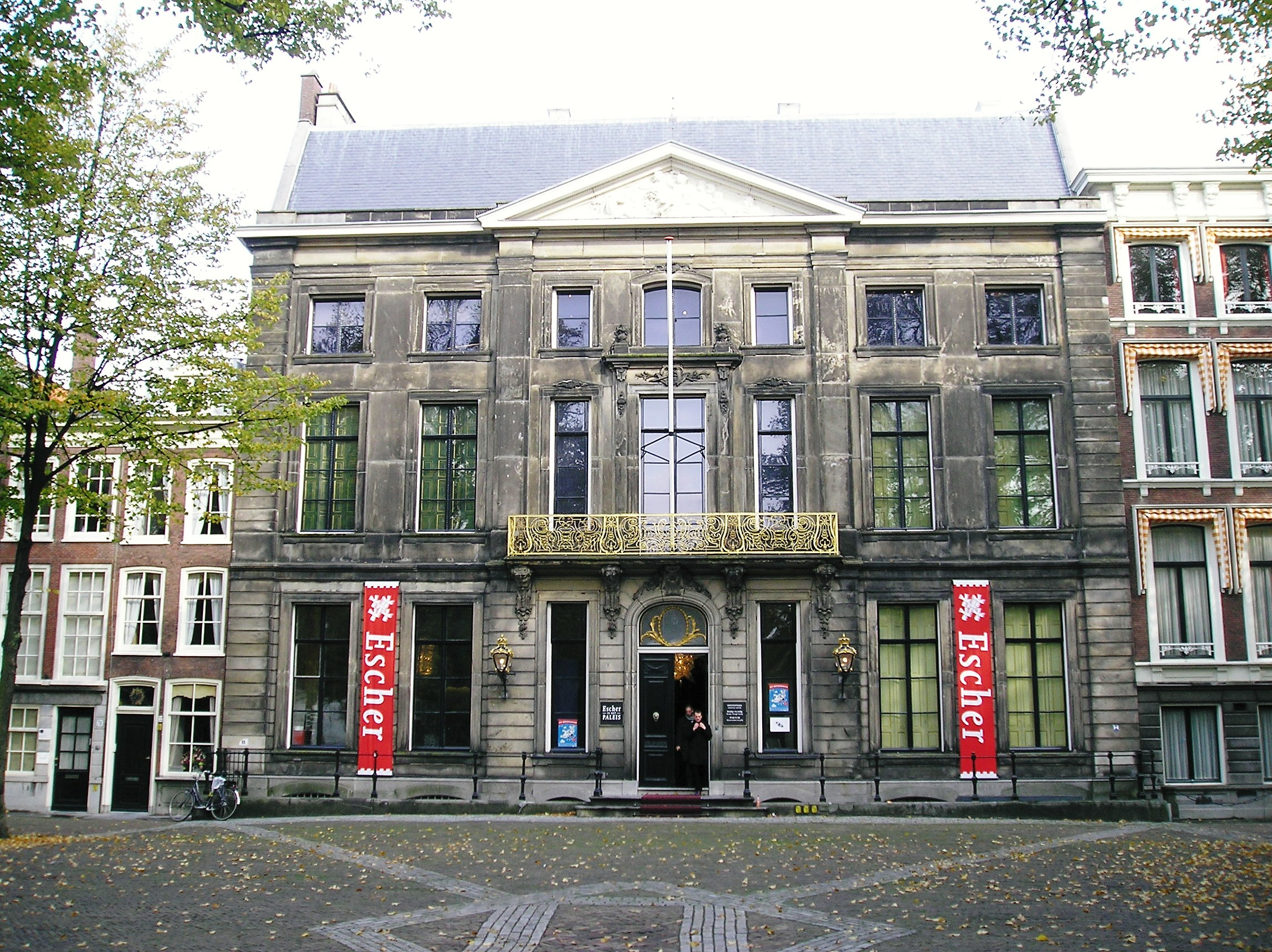
エッシャー美術館

## 派生作品
- イメージビデオ：『Infinite Escher』…エッシャーの主要作品群をモチーフに映像化した短編ビデオクリップ。1990年発表。主演はショーン・レノン、音楽は坂本龍一。
- 映画：『エッシャー 視覚の魔術師』（蘭題）Escher: Het Oneindige Zoeken、（英題）M.C. Escher: Journey to Infinity)』

2018年製作・2019年公開のドキュメンタリー映画。ロビン・ルッツ (Robin Lutz) 監督作品。
- ロビン・ルッツ（監督）（英語）『エッシャー 視覚の魔術師』（DVD）2020年9月25日。

- 書籍：荒木義明『M.C.エッシャーと楽しむ算数・数学パズル』明治図書出版、2022年2月15日。ISBN 4183608325、ISBN 978-4183608321、OCLC 1309512050 。